# Kasteel van Tervuren

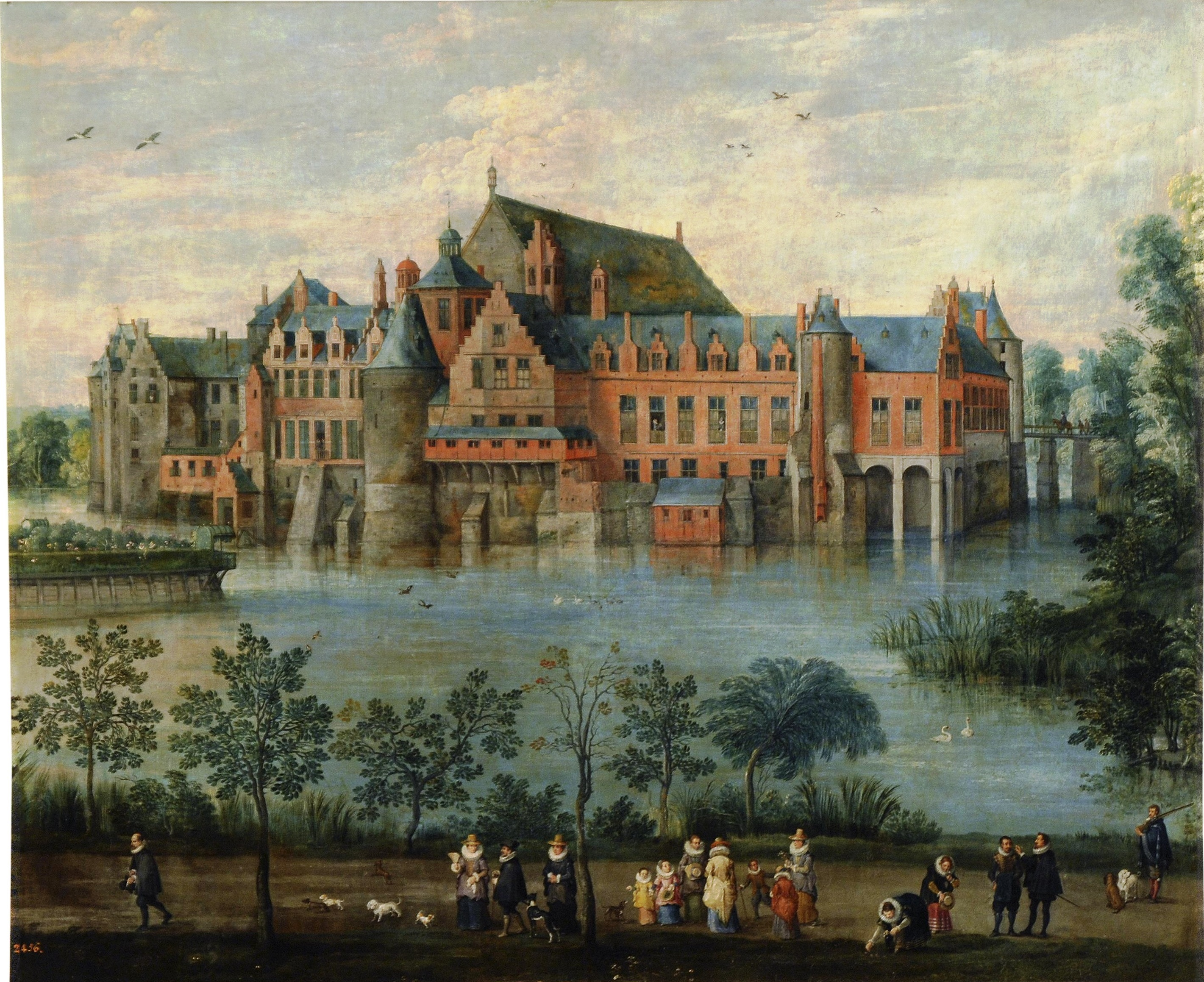
Het kasteel op een schilderij van Jan Brueghel de Oude, ca. 1621.

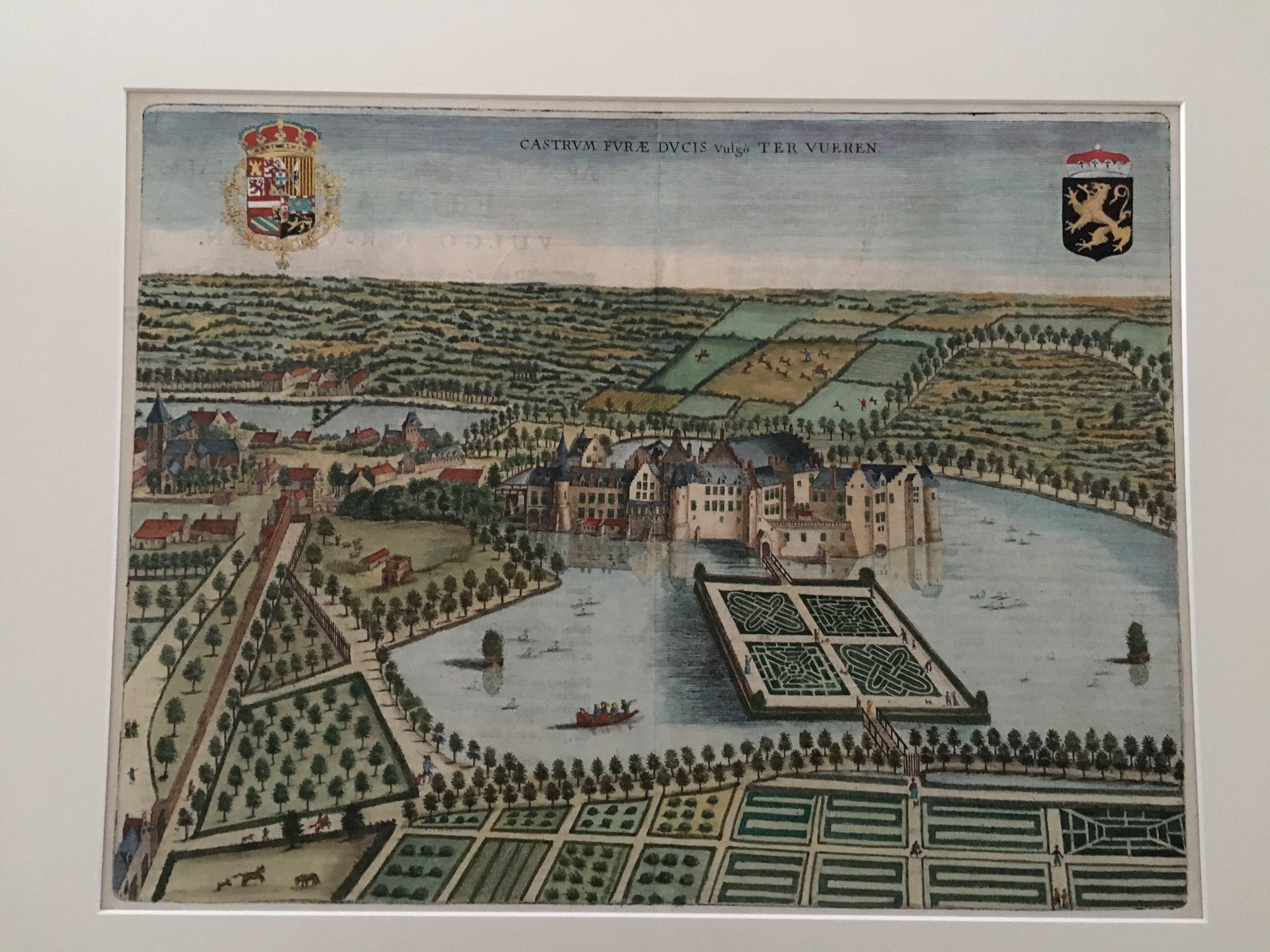
Het Kasteel van Tervuren in spiegelbeeld door Sanderus (1659)

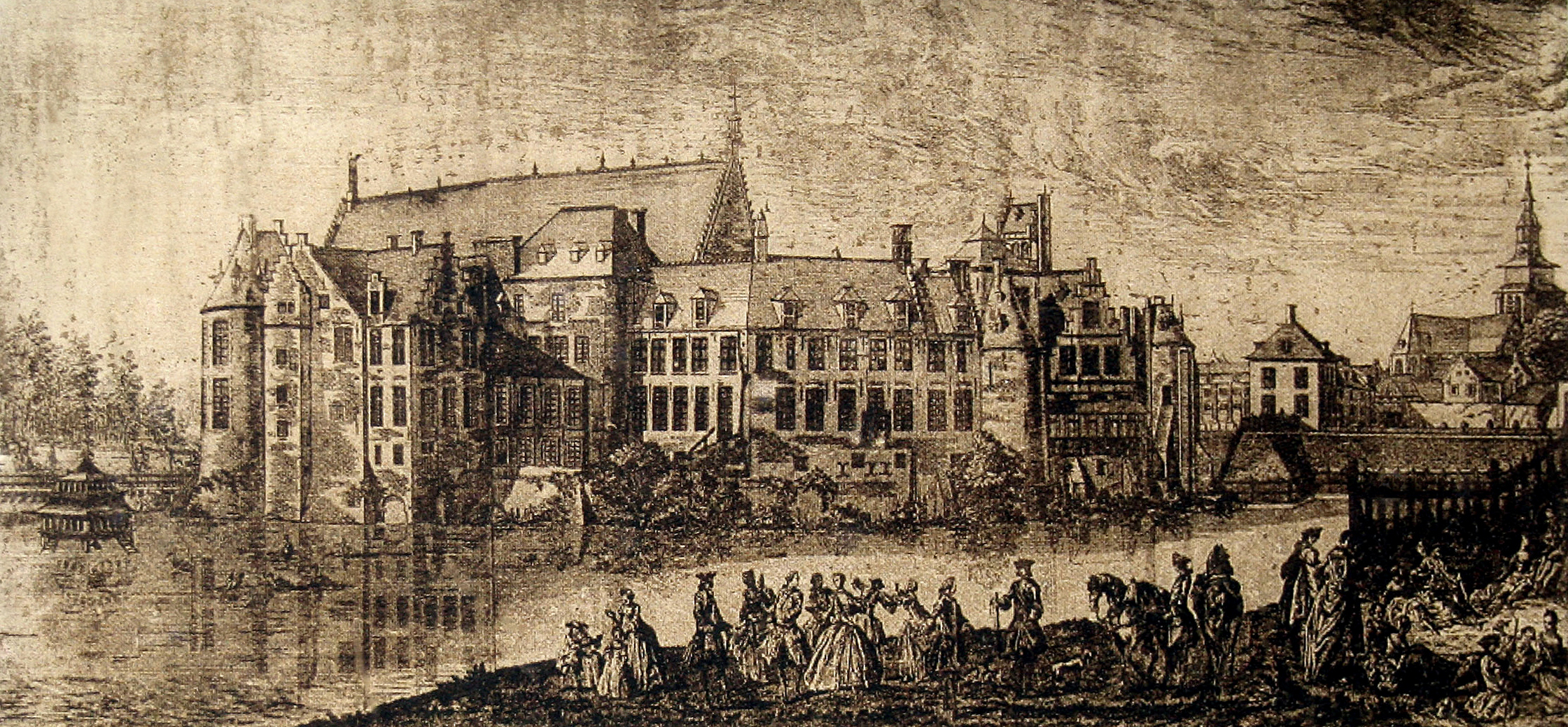
Ets van het kasteel (gepubliceerd in 1606 door Jean-Baptiste Gramaye).

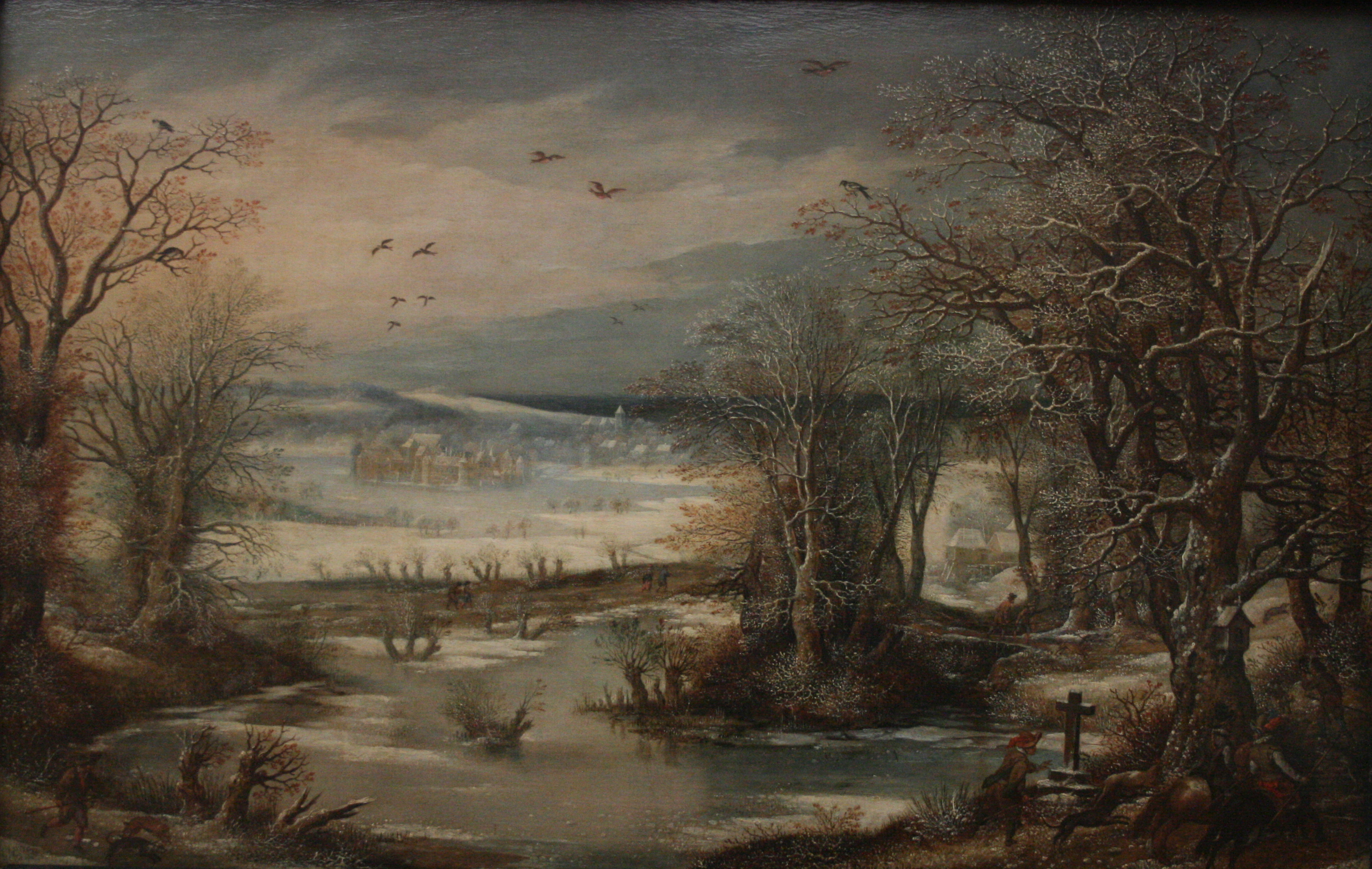
Het kasteeldomein (Denijs van Alsloot, 1614).

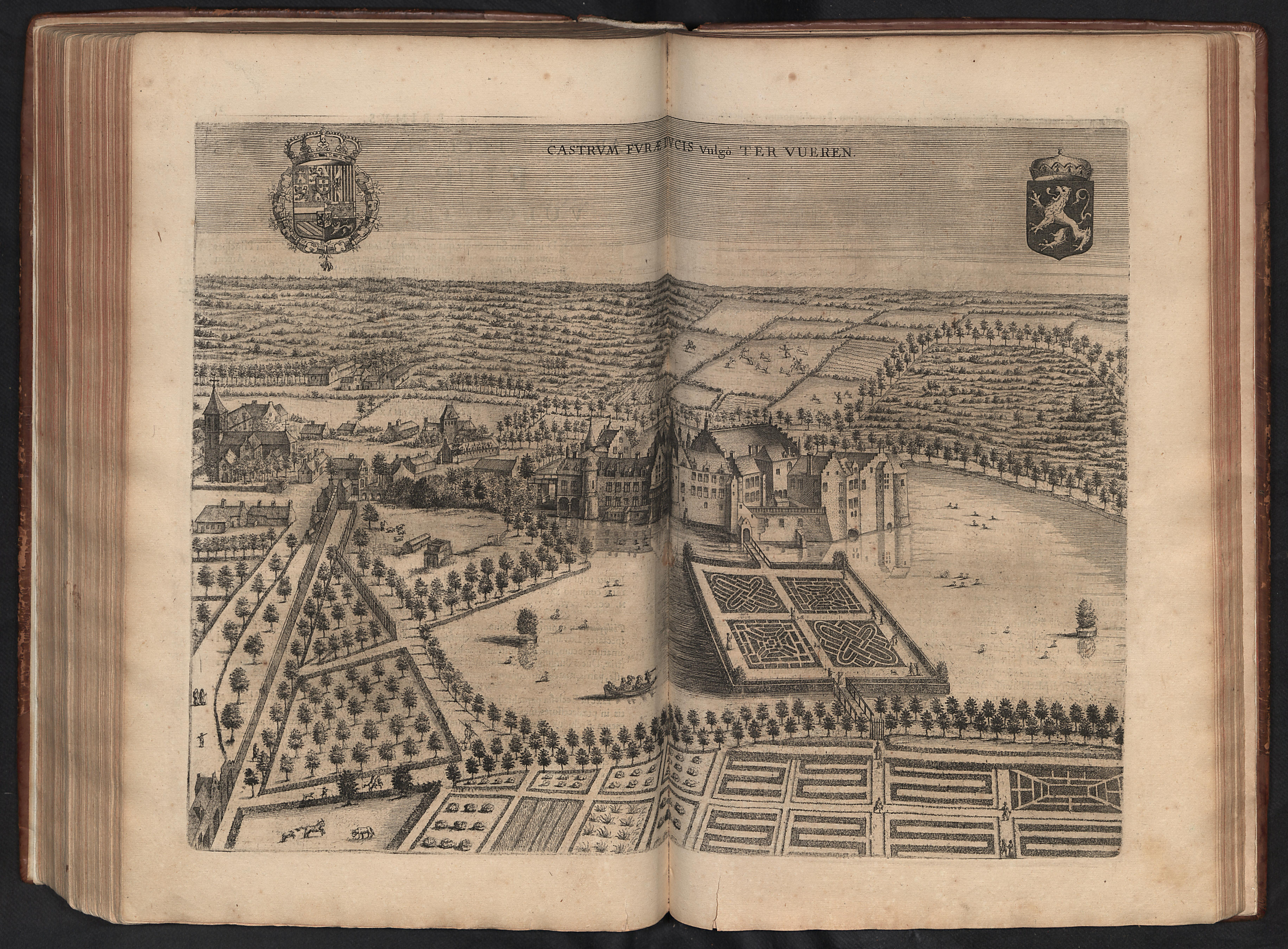
Het domein weergegeven in de Chorographia Sacra Brabantiae (1659).

Het Kasteel van Tervuren was een voornaam verblijf van de hertogen van Brabant. In het zestal eeuwen van zijn bestaan (ca. 1190-1781) maakte het van Tervuren een belangrijke plaats. De restanten van het kasteel liggen vandaag in het park van Tervuren.

## Geschiedenis

### Burcht en jachtslot
Aan het einde van de 12e eeuw liet hertog Hendrik I van Brabant een residentie bouwen op de samenvloeiing van Maalbeek en Voer. Ze was door water omringd en bezat een hofkapel. Vlak ernaast liet hij een kerk gewijd aan Sint-Jan-Evangelist bouwen. Zijn opvolgers voegden in de 13e eeuw een forse donjon en weermuur toe.
Onder Jan II (ca. 1300) kwam er een grote, onderkelderde zaal van 48 bij 18 meter, waarin de Staten van Brabant konden bijeenkomen. Ook onder latere vorsten bleef het domein belangrijk, zoals mag blijken uit opeenvolgende uitbreidingen onder Anton van Bourgondië (1408-09), keizer Karel V en Maria van Hongarije. Op Pinkstermaandag 1514 werd een stielman van het kasteel dodelijk verwond door de jonge Karel tijdens een training met zijn kruisboog.

### Buitenverblijf van de aartshertogen
Een ingrijpende verbouwing vond plaats onder het bewind van Albrecht en Isabella. Van 1608 tot 1617 mocht hofarchitect Wensel Cobergher het complex volledig verbouwen. De middeleeuwse omwallingen moesten daarbij plaats ruimen, maar de hoektorens en de grote zaal bleven bewaard. Nieuwe vleugels werden toegevoegd, alsook siertuinen en een motte. De houten Sint-Hubertuskapel voor de ophaalbrug werd vervangen door het huidige stenen bouwwerk.
In de zomer van 1659 bood het slot onderdak aan Karel II van Engeland, die verjaagd was uit zijn koninkrijk. Maar het hof zakte niet meer jaarlijks af en het paleis was onderhevig aan verwaarlozing. Ook het verblijf van Olympia Mancini, gevlucht aan het hof van de Zonnekoning voor de Gifaffaire, was schadelijk voor de toestand van het kasteel.

### Zomerresidentie van de Oostenrijkse landvoogden
Aartshertogin Maria Elisabeth betoonde opnieuw interesse in het domein en schakelde haar hofarchitect Johannes Andreas Anneessens in voor een grootscheepse renovatie. Haar opvolger Karel van Lorreinen zette de transformatie verder over meerdere decennia. Na Anneessens' dood nam Jean Faulte de leiding over. Aan de westzijde verrees een nieuwe hoefijzervormige vleugel voor dienstboden en stallen (Panquinkazerne). Aan de Gordaalvijver werd dit gespiegeld door een boogvormig complex met nieuwerwetse manufacturen waarin van alles werd geproduceerd: machines, porselein, behangpapier, drukwerk. Dankzij een kanaal waren de werkplaatsen met de kasteelvijver verbonden en kon Karel ze per gondel bezoeken.

### Vernietiging bij keizerlijk decreet
Keizer Jozef II wilde breken met wat hij als de spilzucht van zijn oom aanzag. Op 15 november 1781 trof hij een decreet dat de afbraak beval van het Kasteel van Tervuren. Dit gebeurde zo grondig dat slechts enkele constructies het overleefd hebben.

## Opgravingen en overblijfselen
In de jaren 1942-1944 voerde Maurits Bequaert  een eerste opgravingscampagne, maar dit archeologisch onderzoek werd niet gepubliceerd . Bij verder archeologisch onderzoek in 1982-86 werd ongeveer de helft van het complex blootgelegd.